# Éditions Light Motiv
 (avril 2021).
 (avril 2021).
Light Motiv est une maison d’édition française en photographie. Basée à La Madeleine (près de Lille), fondée en 2007 par Eric Le Brun qui est également directeur de l’agence photographique du même nom. En 2021, ils ont publié un total de 36 livres.

## Origine

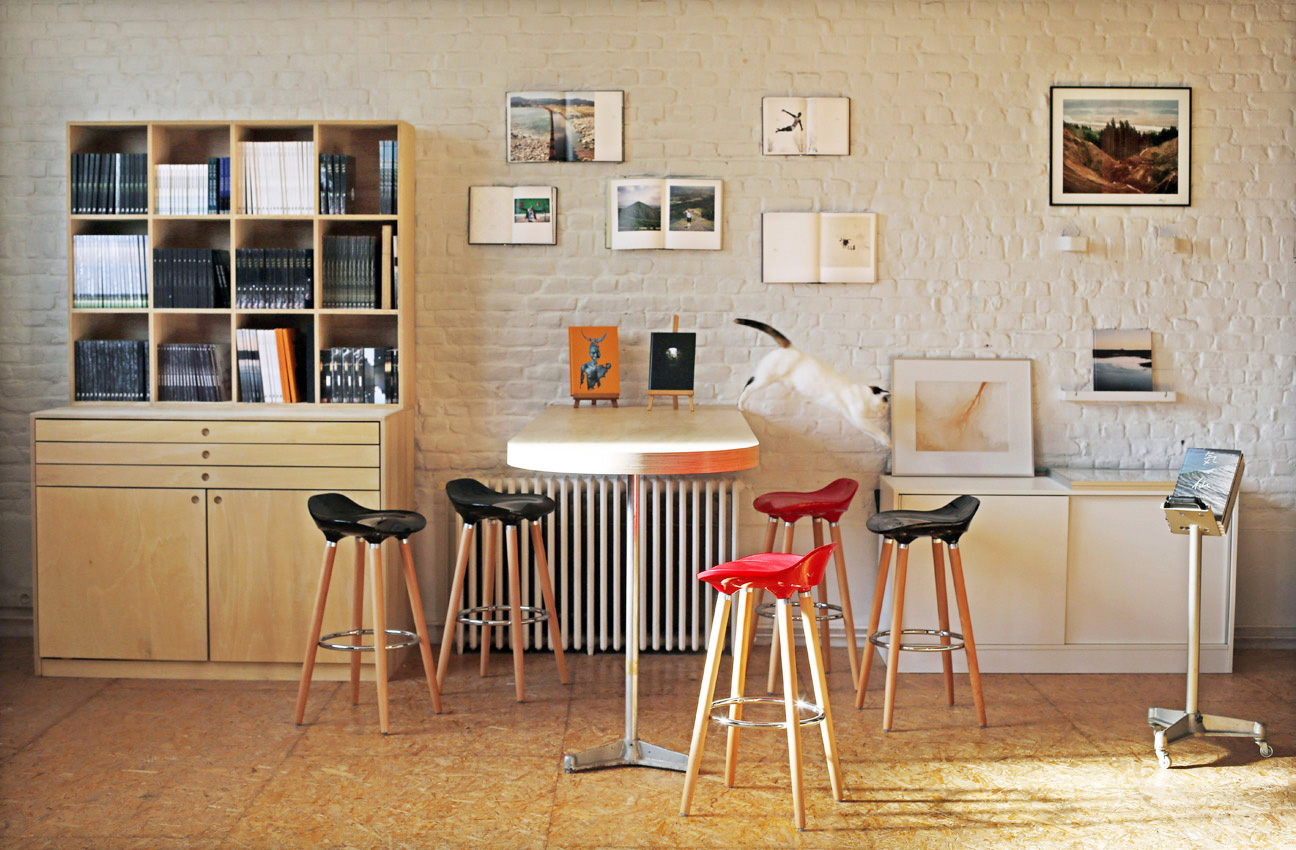
Les bureaux des Editions Light Motiv

En 1986, Light Motiv a été fondée en tant qu'agence photographique pour rassembler un réseau de photographes spécialisés dans les reportages, les portraits et l'architecture, pour les médias, l'édition et les institutions dans le nord de la France et en Belgique. L'agence est présente dans plusieurs villes telles que Caen, Amiens, Lille, Reims, Nancy, Strasbourg et Paris.
Au cours des années 1990, certains photographes de l'agence ont commencé à publier des livres en tant qu'auteurs à l'extérieur du cadre de Light Motiv. mais ils n'ont pas été satisfaits de la relation entre l'éditeur et l'auteur photographe. C'est ainsi que l'idée de créer une maison d'édition en complément de l'agence photographique a germé chez Jean-Pierre Duplan et Eric Le Brun. Les éditions ont finalement été fondées en 2007 pour permettre une présentation plus large et plus variée de la création photographique.

## Ligne éditoriale
Les Éditions Light Motiv ont une ligne éditoriale qui marie l'image photographique avec des textes littéraires, poétiques, philosophiques, etc. L'objectif est d'atteindre un public plus large qui n'a pas nécessairement un intérêt naturel pour la photographie. Le but de chaque publication est de "combiner la création photographique avec la qualité littéraire, pour renforcer les deux langages, photographique et littéraire" (selon une interview avec les Éditions Light Motiv pour OPENEYE).
L'effort collaboratif de création et de réflexion entre l'auteur photographe, l'écrivain, le graphiste et l'éditeur, qui explore en permanence les résonances entre le texte et l'image, donne forme à chaque ouvrage de manière unique. La forme de l'objet (sa texture, sa couverture, son papier, son format, etc.) renforce le message. Le récit photographique et littéraire emmène le lecteur au cœur d'histoires qui posent des questions sur les transformations visibles et invisibles. Si les thèmes abordés sont souvent de nature documentaire, portant sur l'identité, l'altérité, le paysage, les mutations de l'environnement et de la société, la narration visuelle suscite l'imagination grâce à la signature artistique du photographe.
"Dans le flot continu d’images qui nous envahissent, les éditeurs de livres photographiques proposent un choix, une balise, un arrêt sur image".
Les éditions Light Motiv accordant une grande importance à l'aspect physique du livre, caractéristique de l'édition photographique, la conception graphique, la typographie,la mise en page des images et des textes, ainsi que les choix sur les matières, des papiers, de la couverture et de la reliure sont tous des éléments qui font partie de la réflexion pour chaque publication. La maison d'édition a collaboré avec de nombreux graphistes récurrents tels que Studio Agnés Dahan, Nolwen Lauzanne, Lucie Baratte, Arnaud Pavie et Les Produits de l'Epicerie. En plus de ces étapes préliminaires et fondamentales de la construction d'un ouvrage, les développements techniques de l'impression sont également pris en compte.

## Publications et activités
Au départ, les éditions Light Motiv ont commencé à publier les œuvres des photographes de l'agence. Le premier livre publié était collectif, avec deux photographes et un écrivain, et était consacré à Roubaix. Ce fut le début d'une série de publications sur le tourisme et l'histoire de différentes villes du Nord, telles que Roubaix, Arras, Saint-Amand-les Eaux et Tourcoing, publiées sous la collection "Passages en ville". Une autre collection, intitulée "Long Cours", a été créée pour les métiers du port de Dunkerqueet comprenait des livres sur des thèmes tels que Abord, Escale, Marin, Balise et Docker.

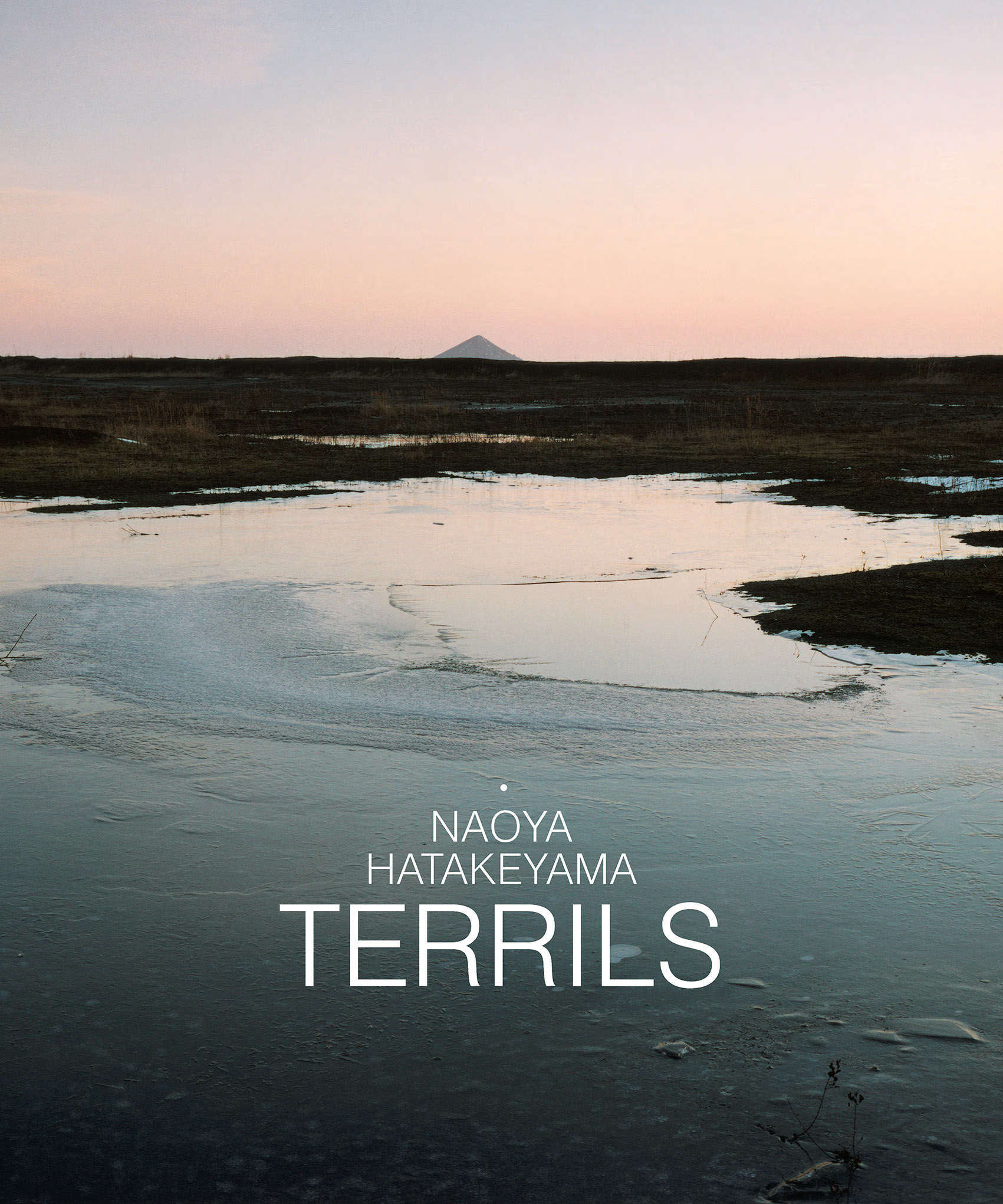
Couverture du livre Terrils de Naoya Hatakeyama édité aux Editions Light Motiv

C'est en 2011 que les Éditions Light Motiv ont commencé à s'ouvrir sur le plan national et international. Cette même année, Eric Le Brun a rencontré le photographe japonais, Naoya Hatakeyama qui présentait un travail sur les terrils du bassin minier au Centre Historique Minier de Lewarde. Cette rencontre a été un "coup de foudre pour ce travail" et a donné naissance à l'ouvrage Terrils, qui est sorti en octobre 2011. Ce livre est encore aujoud'hui considéréé comme l'un des "best-sellers" des éditions Light Motiv, avec une tirée de 4000 exemplaires.
Le livre "Haïti" de Corentin Fohlen a été édité en 2016 et marque l'ouverture des éditions Light Motiv à un public plus large, en s'intéressant à un pays étranger. Ce livre est le résultat d'un reportage au long cours et témoigne de la volonté de l'éditeur de diversifier ses publications.
Les éditions Light Motiv ont également publié des travaux de nombreux photographes tels que Richard Baron, Frédéric Cornu, Jérémie Lenoir, Thierry Girad et Charles Delcourt. Chaque publication met également en avant des écrivains talentueux, tels que Dominique Fabre, Andrei Kourkov, Marie Desplechin,philippe Claudel et photographe Sandrine Cnudde.

Oui, c'est aussi une préoccupation pour les éditions Light Motiv de promouvoir la compréhension et l'appréciation de l'image en se rapprochant d'institutions telles que les médiathèques et en organisant des expositions autour d'un livre. La maison d'édition souhaite également offrir des clés de compréhension pour que le public puisse comprendre le langage visuel qui les entoure. Eric Le Brun, fondateur de la maison d'édition a souligné dans une interview pour le magazine "chasseurs d'images" que les gens baignent dans un monde d'images mais qu'ils ne les saisissent pas toujours. Il est donc important d'éduquer le public à l'image pour éviter le risque de renoncer à comprendre ce langage.

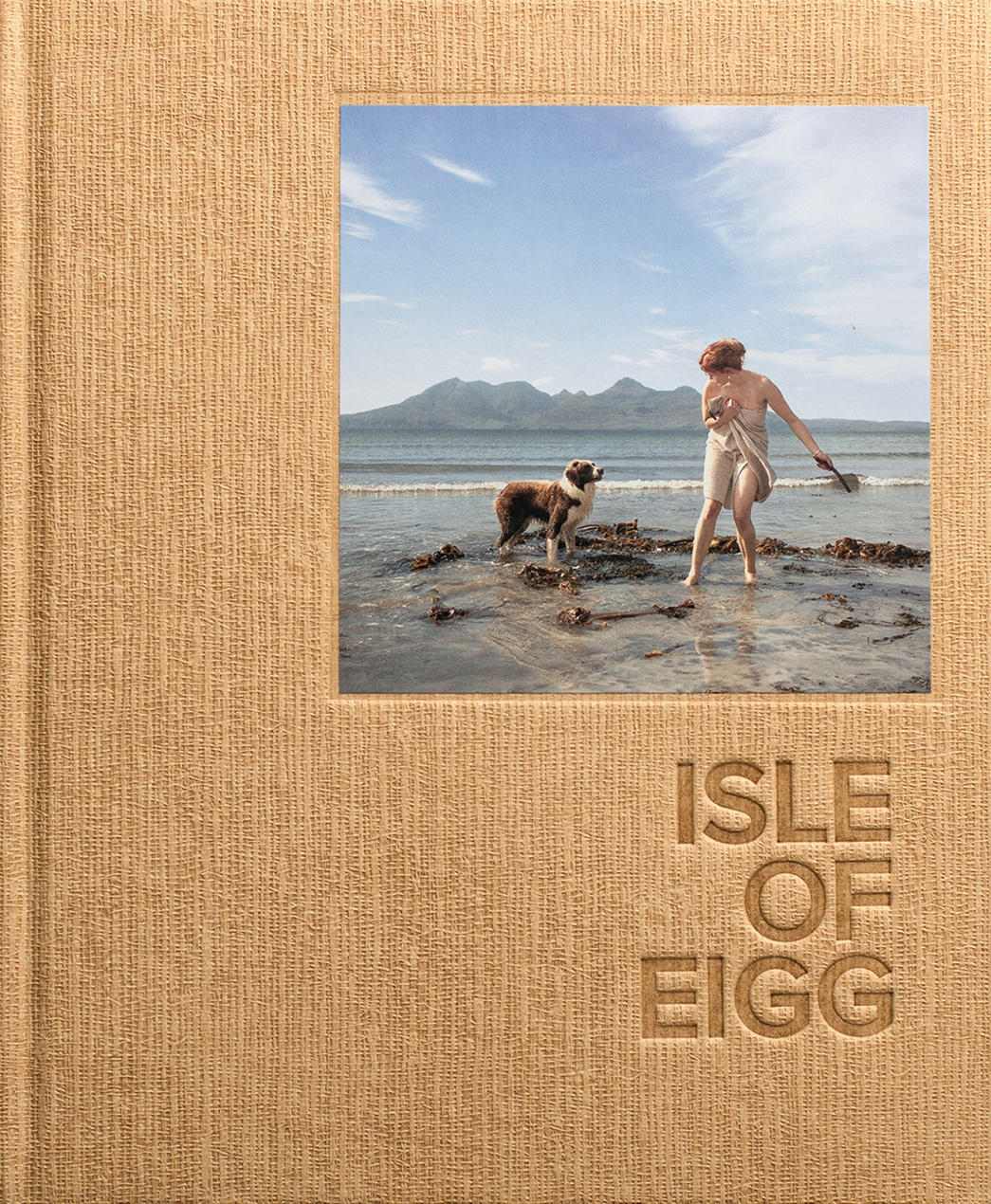
Couverture du livre Isle of Eigg de Charles Delcourt édité aux Editions Light Motiv
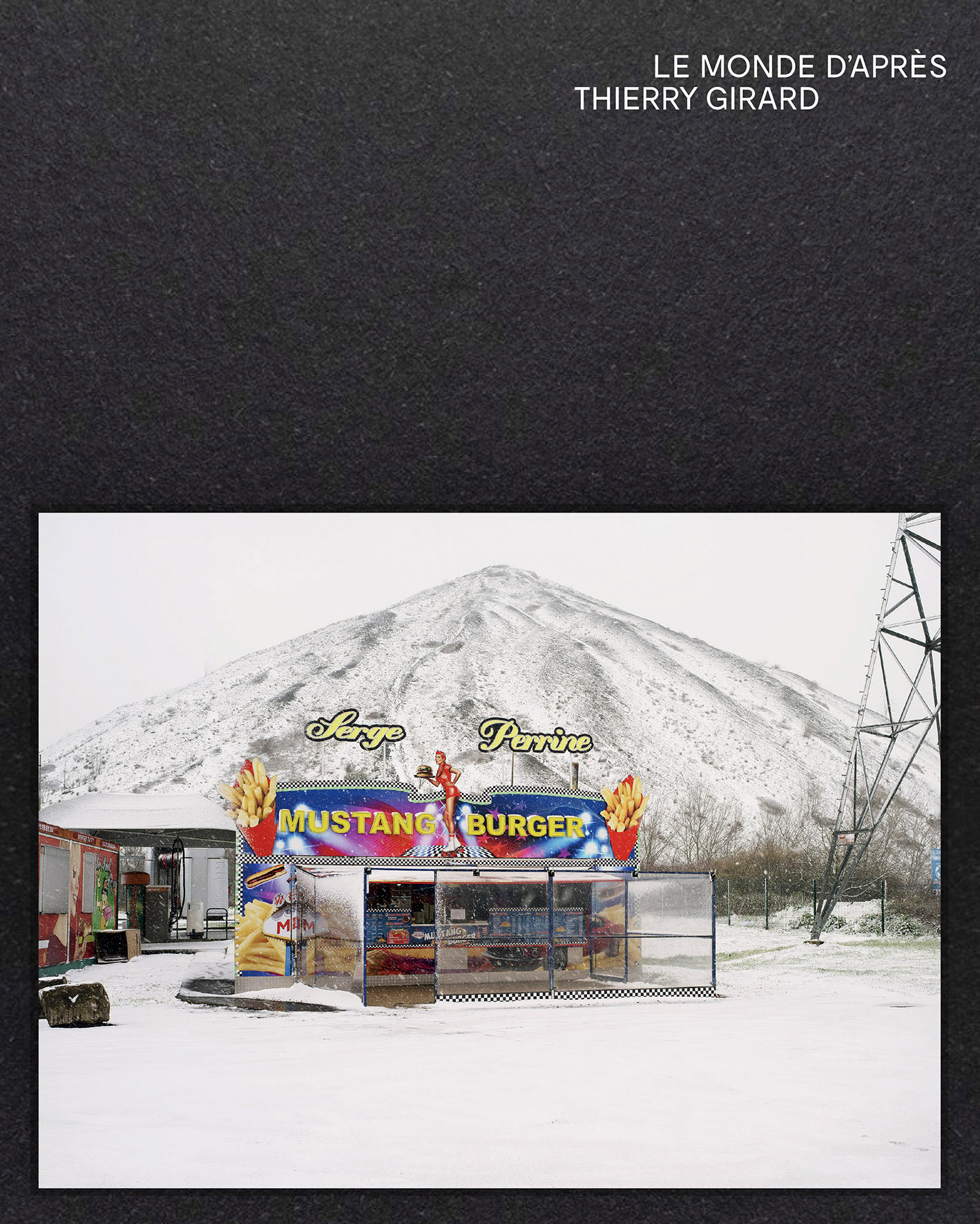
Couverture du livre Le Monde d'Après de Thierry Girard édité aux Editions Light Motiv
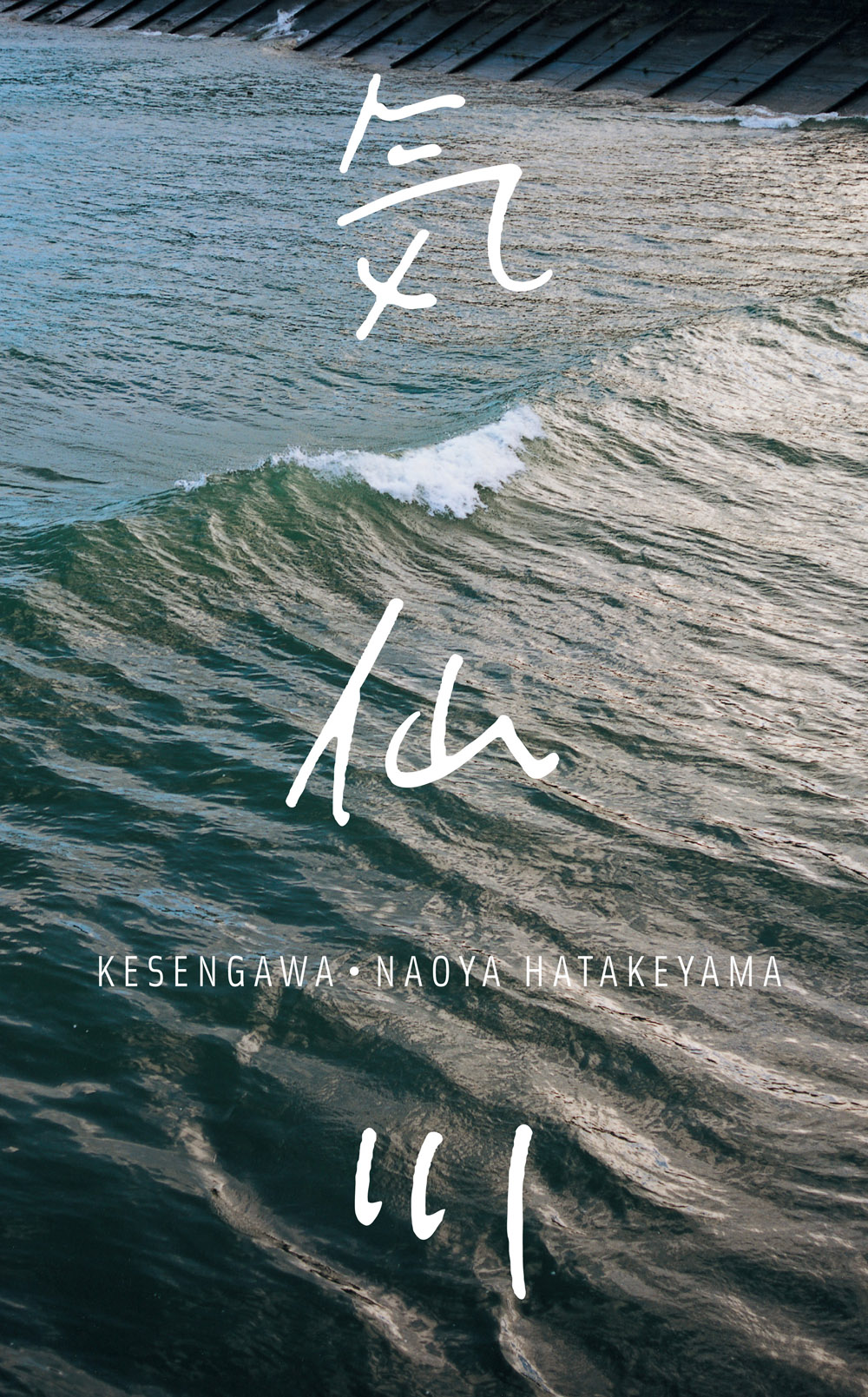
Couverture du livre Kesengawa de Naoya Hatakeyama édité aux Editions Light Motiv
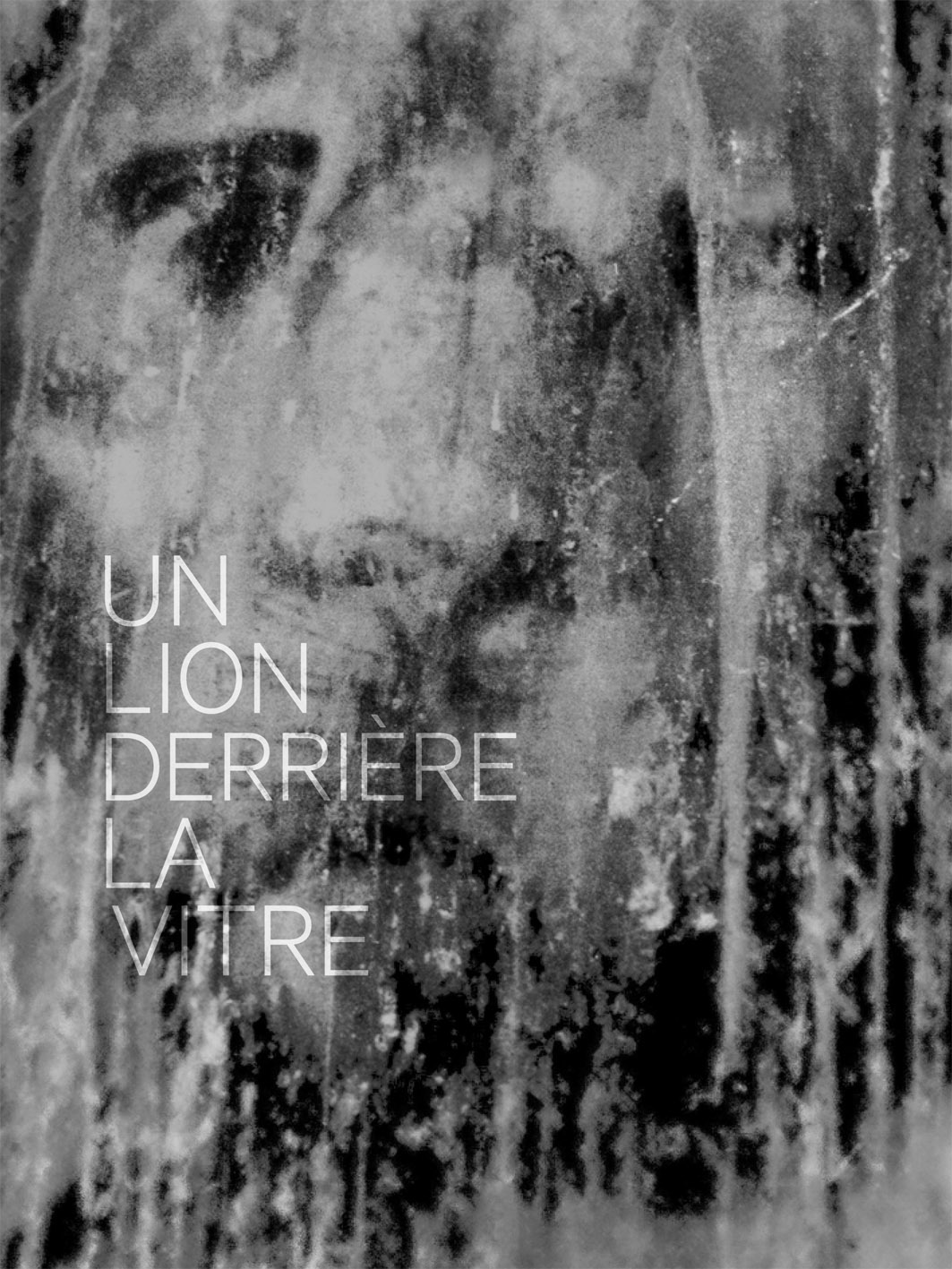
Couverture du livre Un lion derrière la vitre d'Eric Le Brun édité aux Editions Light Motiv

## Ouvrages publiés
- Jean-Pierre Duplan, Eric Le Brun (photographies), Hervé Leroy (texte) et Marie Desplechin (préface), Roubaix - L'imaginaire en actes, Éditions Light Motiv, Collection "Passages en ville".
- Jean-Pierre Duplan, Eric Le Brun (photographies) et Hervé Leroy (texte), Tourcoing, Éditions Light Motiv, Collection "Passages en ville".
- Jean-Pierre Duplan, Delphine Lermite, Eric Le Brun (photographies), Hervé Leroy (texte) et Patrick Besson (préface), Saint-Amand-les-Eaux - L'élan des rêves, Éditions Light Motiv, Collection "Passages en ville".
- Jean-Pierre Duplan, Eric Le Brun (photographies), Hervé Leroy (texte) et Jean-Louis Fournier (préface), Arras - La mémoire envoûtée, Éditions Light Motiv, Collection "Passages en ville".
- Nadège Fagoo (photographies) et Elizabeth Gueuret (texte), Abord, Éditions Light Motiv, Collection "Long Cours".
- Richard Baron (photographies) et Elizabeth Gueuret (texte), Escale, Éditions Light Motiv, Collection "Long Cours".
- Yves Morfouace (photographies) et Elizabeth Gueuret (texte), Docker, Éditions Light Motiv, Collection "Long Cours".
- Eric Le Brun (photographies) et Elizabeth Gueuret (texte), Balise, Éditions Light Motiv, Collection "Long Cours".
- Xavier Voirol (photographies) et Elizabeth Gueuret (texte), Marin, Éditions Light Motiv, Collection "Long Cours".
- Richard Baron (photographies) et Olivier de Solminihac (texte), Un temps de passage, Éditions Light Motiv, 2009.
- Naoya Hatakeyama (photographies et texte), Terrils, Éditions Light Motiv, octobre 2011.
- Richard Baron (photographies) et Olivier De Solminihac (texte), Un rideau d'arbres, Éditions Light Motiv, 2012.
- Naoya Hatakeyama (photographies et texte), Kesengawa, Éditions Light Motiv, novembre 2013.
- Eric Le Brun, Yves Morfouace (photographies) et Olivier de Solminihac (texte), La traversée des murs, Éditions Light Motiv, mars 2016.
- Jérémie Lenoir (photographies) et Bruce Bégout (texte), Nord, Éditions Light Motiv, avril 2016.
- Charles Delcourt (photographies) et Andreï Kourkov (texte), Face Nord, Éditions Light Motiv, octobre 2014.
- Eric Le Brun (photographies et texte), Emmanuelle Bunel (chants), et Anouar Benmalek (préface), Un lion derrière la vitre, Éditions Light Motiv, novembre 2014.
- Arno Paul (photographies) et Philippe Claudel (texte), Inventaire, Éditions Light Motiv, 17 août 2015.
- Naoya Hatakeyama (photographies et texte), Eric Reinhardt (préface), Rikuzentakata, Éditions Light Motiv, octobre 2016.
- Corentin Fohlen (photographies), James Noël (préface), Jean-Marie Théodat (postface) et Marie-Pierre Subtil (introduction), Haïti, Éditions Light Motiv, 12 décembre 2016.
- Klara Beck, Antoine Bruy, Cyrus Cornut, Charles Delcourt, Tim Franco, Lek Kiatsirikajorn, Olivia Lavergne, Simon Norfolk, Nyani Quarmyne, Sébastien Tixier (photographies), Marie Desplechin (texte) et Thierry Salomon (postface), Pour une poignée de degrés, Éditions Light Motiv, juin 2017.
- Corentin Fohlen (photographies) et René Depestre (textes), Karnaval Jacmel, Éditions Light Motiv, 10 novembre 2017.
- Charles Delcourt (photographies) et Dominique Fabre (texte), Le Grand Détour, Éditions Light Motiv, 17 novembre 2017.
- Sandrine Cnudde (photographies et texte) et Joëlle Robert-Lamblin (postface), Dans la gueule du ciel, Éditions Light Motiv, 17 novembre 2018.
- Jérémie Lenoir (photographies et texte), Dust, Éditions Light Motiv, 26 octobre 2018.
- Pierre Volot et Marie Genel (photographies), Pascal Dessaint (préface), et Ludovic Bertin (texte), Quand vient le carnaval, Éditions Light Motiv, 27 novembre 2018.
- Thierry Girard (photographies et textes), Le monde d'après, Éditions Light Motiv, 14 mai 2019.
- Kasimir Zgorecki (64 photographies), Marie Lavandier (préface), Frédéric Lefever (introduction), Kasimir Zgorecki, Éditions Light Motiv en co-édition avec le Louvre-Lens, 24 septembre 2019.
- Marc Bellini (photographies), Eaux sombres, Éditions Light Motiv, 7 novembre 2019.
- Olga Stefatou (photographies), Chrysalide, Éditions Light Motiv, 7 novembre 2019.
- Jean-Christophe Hanché (photographies) et Adeline Hazan (texte), Les enfermés, Éditions Light Motiv, 2 juillet 2020.
- Frédéric Cornu (photographies) et Anne Lacoste (préface), La ligne d'eau, Éditions Light Motiv, 11 septembre 2020.
- Frédéric Cornu (photographies) et « Le grand livre des visages » Pierre van Tieghem (texte), Dans l'ombre, Éditions Light Motiv, 11 septembre 2020.
- Charles Delcourt (photographies) et Camille Dressler, Isle of Eigg, Éditions Light Motiv, 10 novembre 2020.